# Visconde das Fontainhas
Visconde de Fontainhas é um título nobiliárquico criado por D. Luís I de Portugal, por Decreto de 31 de Julho e Carta de 12 de Agosto de 1865, em favor de José Cordeiro Feio.
Titulares
1. José Cordeiro Feyo, 1.° Visconde das Fontainhas.

Após a Implantação da República Portuguesa, e com o fim do sistema nobiliárquico, usou o título: 
1. João Carlos Rosado Feyo Folque, 2.° Visconde de Fontainhas.